# Wittelsbach-Klasse
| Deutsches Reich | Deutsches Reich |
| SMS Mecklenburg, das letzte Schiff der Klasse                                                                               | SMS Mecklenburg, das letzte Schiff der Klasse |
| Klassendetails | Klassendetails |
| --- | --- |
| Schiffstyp | Einheits-Linienschiff |
| Vorgänger | Kaiser-Friedrich-III.-Klasse |
| Nachfolger | Braunschweig-Klasse |
| Einheiten | 5 |
| Dienstzeit | 1902–1944 |
| Schwesterschiffe | |
| Wittelsbach (Schiff, 1902) Wettin (Schiff, 1902) Zähringen (Schiff) Schwaben (Schiff, 1904) Mecklenburg (Schiff, 1903–1921) | |
| Technische Daten | |
| Wasserverdrängung | Konstruktion: 11.774 t |
| Länge | KWL: 125,2 m über alles: 126,8 m |
| Breite | 20,8 m |
| Tiefgang | 8 m |
| Bewaffnung | - 4 × 24-cm-SK L/40 in 2 Doppeltürmen - 18 × 15-cm-SK L/40 in Kasematten - 12 × 8,8-cm-SK L/30 - 12 × 3,7 cm Rev - 6 × Torpedorohre {\displaystyle \varnothing } 45 cm (unter Wasser: 1 Bug, 1 Heck, 4 seitlich)                                            |
| Panzerung | - Gürtel: 300 mm - Zitadelle: 140 mm - Deck: 50 mm - Türme: 50 – 250 mm - Kasematten: 150 mm |
| Antriebsanlage | - 6 kohlegefeuerte Dampfkessel und 6 querstehende Zylinderkessel - 3 stehende 3-Zylinder- Dreifachexpansions-Dampfmaschinen - 1 vierflügeliger Propeller{\displaystyle \varnothing } 4,5 m und 2 dreiflügelige Propeller {\displaystyle \varnothing } 4,8 m |
| Maschinenleistung | Dauerlast: ca. 14.000 PSi |
| Brennstoffvorrat | 1800 t Kohle |
| Geschwindigkeit | 17–18 kn |
| Fahrbereich | 5500 sm bei 10 kn |
| Besatzung | 683 Mann |

Die Wittelsbach-Klasse war eine Klasse von fünf Linienschiffen, der dritten von modernen Schlachtschiffen der deutschen Kaiserlichen Marine.

## Entwurf
Konstruktiv gab es bei annähernd gleicher Verdrängung wie bei der vorhergehenden Kaiser-Friedrich-III.-Klasse keine deutlichen Änderungen.

## Technik
Die geplante Maschinenleistung sollte im Dauerbetrieb 14.000 PSi betragen und eine Geschwindigkeit von 18 Knoten erbringen. Die darüber hinaus vorhandenen Leistungsreserven waren durch Fertigungstoleranzen auf allen Schiffen der Klasse unterschiedlich und konnten teilweise nicht die vorgegebenen Werte erreichen. Die Probefahrtsleistungen der fünf Schiffe lagen zwischen 13.900 PSi bei der Wittelsbach und 15.530 PSi bei der Wettin. Auch die maximale Wellendrehzahl variierte dementsprechend zwischen 102/min bei der Schwaben und 114/min bei der Wettin. Dadurch ergaben sich Höchstgeschwindigkeiten zwischen 16,9 Knoten bei der Schwaben und 18,1 Knoten bei Wettin und Mecklenburg.
Die Besatzung bestand im Normalfall aus 33 Offizieren und 650 Unteroffizieren und Mannschaften. Die Schwaben war als Divisionsflaggschiff einsetzbar, wofür zusätzlich ein Stab von neun Offizieren und 44 Unteroffieren eingeschifft wurde. Die Wittelsbach diente darüber hinaus als Geschwaderflaggschiff. Hier bestand der Stab aus 13 Offizieren und 66 Unteroffizieren.

## Schicksal und Verbleib
Das Typschiff Wittelsbach lief am 3. Juli 1900 bei der Kaiserlichen Werft Wilhelmshaven vom Stapel.
1901 liefen die Schwesterschiffe Wettin am 6. Juni bei Schichau in Danzig, Zähringen am 12. Juni auf der Germaniawerft in Kiel, Schwaben am 19. August wieder auf der Kaiserlichen Werft Wilhelmshaven und schließlich Mecklenburg am 9. November bei der AG Vulcan in Stettin vom Stapel.
 Am 1. Oktober 1902 wurde die Wettin als erstes Schiff der Klasse in Dienst gestellt, der im selben Monat noch Wittelsbach und Zähringen folgten. Mecklenburg kam im Juni 1903 in den Dienst. Diese vier Schiffe kamen nach der Erprobung zum I.Geschwader.
 Am 20. September 1910 schieden Wittelsbach und Zähringen dort aus, die beiden anderen dann im Sommer 1911. Sie wurden durch Grosslinienschiffe ersetzt.
Die Schwaben kam 1904 als Schulschiff in Dienst und war 1905 bis 1911 Artillerieschulschiff, ehe sie durch das Schwesterschiff Wettin abgelöst wurde.
Wittelsbach wurde 1911 das Stammschiff der Reservedivision, die drei übrigen Schwesterschiffe unbemannte Beischiffe.
Alle fünf Schiffe kamen von der Mobilmachung 1914 in das IV. Geschwader und blieben bis 1916 im Flottendienst oder in der Ostsee und danach Wohn- oder Exerzierschiffe. Mit Ausnahme der Zähringen wurden sie 1921/22 abgewrackt.
Die Zähringen war 1916–1918 Exerzierschiff in Kiel und nach dem Krieg Hulk, bis sie 1927 zum ferngelenkten Zielschiff umgebaut und wieder in Dienst gestellt wurde. Das Schiff wurde 1944 in Gdingen durch Fliegerbomben versenkt.

### Längsschnitt
Längsschnittszeichnung eines Schiffes der Wittelsbach-Klasse, veröffentlicht in Unsere Marine von Vizeadmiral a. D. Hermann Kirchhoff, Verlag von Quelle & Meyer, Leipzig 1914